# Manuel Medinaveytia
General Manuel Medinaveytia fue un militar mexicano que participó en la Revolución mexicana. Nació en Sierra de la Muerte, Mapimí, estado de Durango, el primero de julio de 1888. Se adhirió a la lucha constitucionalista contra Victoriano Huerta. Con el grado de coronel participó en la Batalla de Torreón como jefe del Estado Mayor de Francisco Villa, general en jefe de la División del Norte. Ante las desvanecías que se suscitaron entre Venustiano Carranza y Francisco Villa permaneció fiel al último alcanzando el grado de general. En 1920 se unió al Ejército Mexicano donde llegó a desempeñar muchos cargos militares: como Jefe de operaciones en Sinaloa; comandante de la 4.ª. Zona Militar  y de la que comprende a la capital de la República Mexicana. Llegó a General de División a partir de 16 de abril de 1929.
- Datos: Q5993748